# Capillaria aerophila
Capillaria aerophila är en rundmaskart. Capillaria aerophila ingår i släktet Capillaria, och familjen Capillariidae. Arten är reproducerande i Sverige.